# 泰沙
泰沙（？—1733年），即訕佩九世（สรรเพชญที่ ๙），泰國阿瑜陀耶王朝國王，1709年至1733年在位。
泰沙原名帕·素林他拉·古曼（พระสุรินทรกุมาร），為素里延塔鐵菩提之子。他於1703年被任命為副王，並在1709年素里延塔鐵菩提死後繼承王位。他任命波隆摩閣為副王。
泰沙特別喜歡银石首鱼，他不准除了他自己以外的人釣這種魚，他的綽號「泰沙」因此而來。
泰沙在位期間，阿瑜陀耶王國介入了柬埔寨王位繼承戰爭中。由越南阮主阮福淍支持的喬華三世進攻烏棟，國王托摩列謝三世逃往暹羅。泰沙支持托摩列謝三世，於1717年派昭披耶·扎克里帶兵攻打柬埔寨，想要讓托摩列謝三世復辟。與此同時，越南軍隊也駐紮河僊，準備進入柬埔寨。喬法三世被迫同意向暹羅進貢。
泰沙於1732年逝世。臨終前，他想要立自己的兒子阿派為繼任者。但阿派被波隆摩閣打敗並處決，最後波隆摩閣繼位。
1767年，阿瑜陀耶王朝被緬甸所滅，阿派王子之子昭最（เจ้าจุ้ย，越南史料稱之為昭翠）逃往河僊鎮避難，受到河僊鎮都督鄚天賜的收留。1769年，鄚天賜派陳大力攻打暹羅，試圖讓昭最繼位，但沒有成功。1771年，暹羅王鄭昭入侵河僊並將其吞併，昭最被擒殺。
| 前任： 素里延塔鐵菩提 | 泰国国王 | 继任： 波隆摩閣 |